# Centaurium compar
Centaurium compar là một loài thực vật có hoa trong họ Long đởm. Loài này được (R.Br.) Druce mô tả khoa học đầu tiên năm 1917.